# راهبرد نوآوری
امروزه، تغییر بخش طبیعی یک کسب و کار شده‌است، اما مهمتر از آن سرعت روبه افزایش تغییرات است. چرخه عمر محصولات، فرایندها و تکنولوژی به سرعت در حال کوتاه شدن است و موضوع اساسی در این وضعیت، مدیریت زمان است. تقاضاها به همراه فشار زمانی، شرکت‌ها را مجبور به رقابت کردن، نوآوری و یافتن راه و روش‌های خلاقانه در حین انجام آنها می‌کند. در نتیجه این تغییرات، شرکت باید به لحاظ استراتژیک از نوآوری برای رقابت اثربخش در بازارهای داخلی و جهانی به منظور کسب مزیت رقابتی برای تطبیق دادن و سازگاری استراتژی‌های خود با بازار و تقاضاهای در حال تغییر مشتریان، خلق ارزش و دستیابی به عملکرد بالاتر، استفاده کند.
یک استراتژی صحیح نوآوری قادر خواهد بود با توجه به شرایط داخلی و تغییرات در محیط کسب و کار، رقابت پذیری و پایداری را افزایش دهد. استراتژی نوآوری به‌طور قابل توجهی بر رقابت پذیری و عملکرد مثبت و بقای کسب و کارها اثر می‌گذارد.
تقریباً به تعداد تمامی نویسندگان موجود در حوزه استراتژی تعاریف متفاوتی از آن نیز وجود دارد. دو دلیل اصلی برای فقدان اجماع راجع به تعریف استراتژی وجود دارد: اول این که استراتژی یک مفهوم چندرشته ای است، ثانیاً استراتژی وابسته به موقعیت‌ها و شرایط خاص بوده و بر همین اساس به موازات تنوع صنایع، تفاوت می‌کند.
همانند تعریف نوآوری، مفاهیم متفاوتی از استراتژی در ادبیات وجود دارد که در تعاریف مستند شدهی استراتژی وجود دارند. تعاریفی وجود دارد که استراتژی را اقدام مدیریتی برای اجرای کسب و کار می‌دانند. سایر تعاریف در بردارنده مفهوم رقابت هستند که هدف استراتژی را کسب مزیت رقابتی در بازار می‌دانند. در تعاریف متعدد، مفهوم تعیین اهداف کلی و جزئی بلندمدت وجود دارد. تخصیص منابع در سطوح بالا مفهوم دیگری است که در تعریف استراتژی به کار می‌رود.
تعریف ارائه شده توسط ای دی چندلر در بردارنده اکثریت این مفاهیم است:
«استراتژی را می‌توان تعیین اهداف کلی و جزئی بلندمدت یک شرکت، و پذیرش راه کارها و مجموعه ای اقدامات و همچنین تخصیص منابع لازم برای اجرایی کردن این اهداف تعریف نمود»
مینتزبرگ پنج تعریف برای استراتژی ارائه داده و روابط متقابل بین این تعاریف را مطرح می‌کند. جدول ۱ این پنج تعریف را به‌طور خلاصه نشان می‌دهد.
| استراتژی به عنوان یک … | توصیف                                                                           | منابع       |
| ---------------------- | ------------------------------------------------------------------------------- | ----------- |
| برنامه                 | راهکار به‌طور آگاهانه برنامه‌ریزی شده، یک دستورالعمل برای مواجهه با یک موقعیت.    | [ ۳ ] [ ۴ ] |
| تاکتیک                 | مانور خاصی که برای پیشدستی کردن از یک مخالف یا رقیب برنامه‌ریزی و پیشبینی می‌شود. | [ ۳ ] [ ۴ ] |
| الگو                   | جریانی از اقدامات که سازگاری در رفتار نشان می‌دهند.                              | [ ۳ ] [ ۴ ] |
| موقعیت                 | قرار دادن یک شرکت در محیط کسب و کار بزرگتر. یک بخش خاص و سفارشی شده             | [ ۳ ] [ ۴ ] |
| چشم‌انداز               | روش ریشه دار درک و برقراری روابط متقابل با جهان. شخصیت یک شرکت                  | [ ۳ ] [ ۴ ] |

بهترین تعریفی که برای استراتژی می‌توان ارائه داد آن است که بتواند مفاهیمی را برجسته سازد که در ادبیات استراتژی غالب هستند و تضمین دهد این مفاهیم در تعاریف استراتژی نوآوری هم ارائه می‌شوند؛ بنابراین استراتژی عبارت است از:
- تعیین اهداف بلندمدت.
- برنامه عملی آگاهانه و از قبل تعیین شده برای دستیابی به اهداف.
- تخصیص منابع مورد نیاز یک برنامه عملی
- تجزیه و تحلیل خارجی و یک چشم‌انداز داخلی
- تاکتیک، الگو، موقعیت یا چشم‌انداز
- استراتژی سطح شرکت، کسب و کار یا کارکردی
- استراتژی عقلایی یا تکاملی

این مفاهیم به موازات تعاریف جامع نوآوری برای توسعه یک تعریف برای استراتژی نوآوری به کار می‌روند.

## استراتژی نوآوری
استراتژی نوآوری ابزار اساسی و مهمی است که مسیر نوآوری یک کسب و کار را تعیین می‌کند. استراتژی نوآوری مبتنی بر استراتژی کسب و کار و اهداف استراتژیک می‌باشد. استراتژی نوآوری مفهومی مدیریتی متشکل از فعالیت‌های داخلی و خارجی بسیار است که توان بالقوه نوآوری کسب و کار را ارتقا می‌دهد. لازم است که بر اهمیت و نقش بازیگران اثرگذار بر شکل دهی یک استراتژی نوآوری تأکید شود. اینها کارمندان، مدیران و همچنین مشتریان یک کسب و کار هستند. جدول ۲ تعاریف متعددی از استراتژی نوآوری را نشان می‌دهد
| معرف             | سال  | تعریف |
| ---------------- | ---- | --- |
| گیلبرت           | ۱۹۹۴ | استراتژی نوآوری این که شرکت به چه میزان و به چه روشی به منظور استفاده از نوآوری برای اجرای استراتژی کسب و کار و بهبود عملکرد خود تلاش می‌کند را تعیین می‌نماید. |
| داگسون و همکاران | ۲۰۰۸ | یک استراتژی نوآوری: به شرکت‌ها در تصمیم‌گیری به شیوه ای تجمعی و پایدار راجع به نوع نوآوری که بهترین تطابق و سازگاری را با اهداف کلی سطح شرکت (corporate) دارد، کمک می‌کند. |
| استرکر           | ۲۰۰۹ | تصمیمات راجع به چگونگی به‌کارگیری منابع به منظور تحقق اهداف نوآوری شرکت را هدایت کرده و در نتیجه، ارزش و مزیت رقابتی ایجاد می‌کند. استراتژی نوآوری به عنوان مجموع انتخاب‌های استراتژیک یک شرکت که با توجه به فعالیت نوآوری خود انجام می‌دهد تعریف می‌شود. اهداف نوآوری را شامل نمی‌شود- فقط ابزار و وسایل. استراتژی نوآوری، به عنوان یک استراتژی ماورایی چند وظیفه ای (کارکردی) به وسعت یک شرکت، مورد ملاحظه قرار می‌گیرد.            |
| تید و بسنت       | ۲۰۰۹ | استراتژی نوآوری به درک و فهم اینکه چه فعالیت‌های نوآوری، چرا و چه موقع باید انجام شوند، کمک می‌کند. |
| کتز و همکاران    | ۲۰۱۰ | یک استراتژی نوآوری عبارت است از: یک برنامه پیش رونده، کارکردی، از پیش معین شده‌ای است که تخصیص منابع به انواع گوناگون نوآوری را به منظور دستیابی به اهداف کلی استراتژی سطح کل شرکت کنترل می‌کند و، یک چارچوب تصمیم که یک شرکت را در مورد اینکه چه موقع و چگونه باید به‌طور گزینشی گذشته را ترک نموده و / یا استراتژی سطح شرکت و اهداف کلی خود را به منظور تمرکز بر کسب‌و کار آینده تغییر دهد، هدایت می‌کند (Lendel و Varmus، ۲۰۱۱). |

جدول۲. تعاریفی از استراتژی نوآوری از دید محققان مختلف.
استراتژی نوآوری، راهنمایی برای تصمیمات راجع به چگونگی به‌کارگیری منابع به منظور تحقق اهداف کلی نوآوری شرکت و به موجب آن ارائه ارزش و ایجاد مزیت رقابتی می‌باشد. شکل دهی آن توسط تعدادی قابلیت نوآورانه که پیکره بندی و پیکره بندی مجدد منابع یک شرکت را هدایت می‌کنند، پشتیبانی می‌شود. این مستلزم قضاوت راجع به اینکه چه نوع فرایند نوآوری برای شرایط و بلندپروازی‌های یک شرکت مناسبترین است، می‌باشد. یک استراتژی نوآوری تکنولوژ ی‌ها و بازارهایی که شرکت باید به بهترین شکل آنها را توسعه داده، مورد بهره‌برداری قرار دهد و از آنها کسب ارزش کند را شناسایی نماید. از این رو با محدودیت‌های منابع موجود شرکت به منظور حمایت از اقدامات فعلی و آینده نوآوری و استراتژی در حال توسعه و تغییر تدریجی شرکت، سازمان، و فرهنگ روبه رو می‌شود.
استراتژی نوآوری با مسیر اصلی و غالب استراتژی کس بو کار متفاوت است زیرا می‌بایست به‌طور جامعی مطابق با عدم اطمینان باشد. بر همین اساس، رویکردهای عمومی استراتژی کسب و کار برای کسب و کارهای نوآور مناسب نیستند. برخی از این عدم اطمینان‌ها (آینده‌های غیرقابل شناسایی) همیشه در مدیریت استراتژیک نوآوری‌های تدریجی حضور دارند اما عامل استراتژیک اصلی و عمدهی نوآوری‌های انقلابی هستند.